# Лиственница (приток Гаревой)
Лиственница — река в России, протекает по Республике Коми. Устье реки находится в 19 км по левому берегу реки Горевая. Длина реки составляет 18 км.
Берёт начало из озера Горного на высоте 110,2 м.

## Данные водного реестра
По данным государственного водного реестра России относится к Двинско-Печорскому бассейновому округу, водохозяйственный участок реки — Печора от впадения реки Уса до водомерного поста Усть-Цильма, речной подбассейн реки — бассейны притоков Печоры ниже впадения Усы. Речной бассейн реки — Печора.
Код объекта в государственном водном реестре — 03050300112103000078350.